# Østfrisiske Möwen
Østfrisiske Möwen (også Østfrisiske Möven) er en sjælden hønserace, der stammer fra Tyskland.
Hanen vejer 2,25-3 kg og hønen vejer 1,75-2,5 kg. De lægger hvide æg à 55-60 gram. Racen findes også i dværgform.

## Farvevariationer
- Sølv sort dobbeltplettet
- Guld sort dobbeltplettet